# Iceliopsis borgmeieri
Iceliopsis borgmeieri är en tvåvingeart som beskrevs av Guimaraes 1976. Iceliopsis borgmeieri ingår i släktet Iceliopsis och familjen parasitflugor. Inga underarter finns listade i Catalogue of Life.